# Gyllene bulla

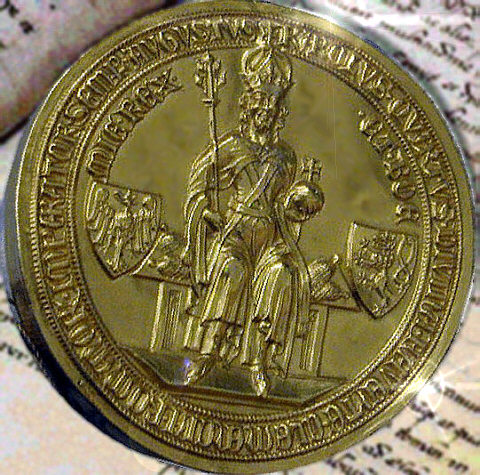
Sigillet till gyllene bullan år 1356.

Gyllene bulla, av latinets bulla aurea, avser dokument förseglade med gyllene sigill. Detta är fallet med särskilt viktiga påbud utfärdade av tysk-romerska kejsare under medeltiden. 
Mest känd av de gyllene bullorna torde vara Karl IV:s gyllene bulla år 1356 enligt vilken valet av tysk-romersk kejsare formellt överläts på kurfurstarna. En tidigare gyllene bulla år 1222 angick Ungerns frihet.